# Ramsgate Airport
Ramsgate Airport var en flygplats i Storbritannien, öppnad 1935, återöppnad efter andra världskriget 1953 och stängd 1968 då området gjordes om till industriområde. Området ligger i distriktet Thanet District, grevskapet Kent och riksdelen England, i den sydöstra delen av landet, 110 km öster om huvudstaden London. Ramsgate Airport ligger 49 meter över havet.
Terrängen runt Ramsgate Airport är platt. Havet är nära Ramsgate Airport österut.  Närmaste större samhälle är Broadstairs, 1,9 km öster om Ramsgate Airport. Runt Ramsgate Airport är det i huvudsak tätbebyggt.